# Chalicotheria
De Chalicotheria waren een succesvolle groep herbivoren gedurende het Cenozoïcum. Chalicotheria waren verwanten van de neushoorns, paarden en tapirs.
Er waren twee typen Chalicotheria. De oudste vertegenwoordigers liepen op hun knokkels omdat ze grote gebogen klauwen hadden en daardoor niet op hun voetzolen konden lopen. De laatste vertegenwoordigers hadden meer hoefachtige poten en leefden vooral op open steppen in plaats van in bosgebieden zoals de oudste vormen. Een bekende Chalicotheria was Ancylotherium, een van de laatsten van zijn groep.
Chalicotheria leefden verspreid over Azië en Afrika.

## Geslachten
- Ancylotherium
- Borissiakia
- Chalicotherium
- Chemositia
- Limognitherium
- Lophiaspis
- Moropus
- Nestoritherium
- Tylocephalonyx